# Laima
Laima či Laimija či je baltská bohyně osudu a porodu. Přímé zmínky o ní se zachovali pouze v litevském a lotyšském prostředí, ale je pravděpodobné že byla známa i Prusům a Jatvjažanům. Její jméno je spojováno s litevským láimė a lotyšským laĩma „štěstí, osud“ a pruským laimiskan „bohatý“.
Poprvé je zmíněna v díle Historia Lettica Paula Einhorna z roku 1649 jako lotyšská bohyně slovy „Zvláště pak je od ženského pokolení, především pak od těhotných nebo šestinedělek, uctívána a vzývána Laima, to jest Fortuna nebo bohyně štěstí; pomáhá rodičkám v obtížných porodech a je snad totéž, co Iuno Lucina...“ V litevském kontextu je Laima poprvé zmíněna ve výčtu božstev v díle Ad plebem Lituanicam z roku 1666. Matthaeus Praetorius v díle Deliciae Prussicae roku 1698 tuto bohyni uvádí ve výčtu nebeských bohů, píše o tom jak je její kult splývá s kultem Panny Marie a také píše „Laimele je bohyně porodu, kterou vzývají, když se má nějaká šestinedělka nebo dítě uzdravit.“ Dále se objevuje jako bohyně štěstí a porodu v litevských slovnících z 18. století.
Ve folklóru Litevců a Lotyšů Laima, na rozdíl od kronikářské tvorby, jako bohyně štěstí nevystupuje. Důvodem pravděpodobně je že autoři písemných pramenů byli ovlivněni znalostí klasické mytologie, kde bohyně osudu Fortuna figuruje i jako bohyně štěstí. Laima ve starších lidových představách osud pouze zná, až později se začalo věřit že jej i určuje a v lotyšském folklóru je také nazývána mana mūža licējiņa „ustanovitelka mého věku". Díky tomu že spolupracuje s Deivasem, taktéž vládcem osudu, objevovala se v lotyšském folklóru jako nebeské božstvo, ale původně je nejspíše bohyní rodiček.
Kvůli svému spojení s porodem se věřilo že se zjevuje a má největší moc v sauně, kde bylo u Baltů zvykem rodit. Její atributy, nůž, klíče a tkaný pás, jsou také předměty spojené s porodem. V některých dainách vystupuje s rozpuštěnými vlasy, které symbolizují zbavení se překážek příchodu dítěte na zem, nebo s pokrývkou hlavy, kterou rozpostírá rodičce na zem. Měla také funkci bohyně žen a jejich typické činnosti, tkaní. V lotyšském folklóru se Laima někdy vyskytuje v podobě slepice, toto zvíře, někde i ovce, jí také bylo obětováno, a to až do poloviny 19. století. V lidových ornamentech byla zpodobňována jako smrková větvička či kříž.